# Акимова, Ольга Дмитриевна
О́льга Дми́триевна Аки́мова (бел. Вольга Дзмітрыеўна Акімава; 11 июля 1883 — 4 июля 1969) — советская белорусская учёная-альголог, одна из первых исследовательниц альгофлоры Белоруссии.

## Биография
Родилась в Полоцком уезде Витебской губернии. Училась на высших женских естественно-научных курсов в Петербурге в 1906—1912 годах. В 1921—1924 годах — ассистент в Витебском учительском институте, в 1938—1941 годах — доцент Витебского педагогического института. Работала доцентом кафедры ботаники БГУ в 1924—1938 и 1943—1956 годах (в 1931—1932 и 1943—1948 годах — декан биологического факультета, первый в хронологическом порядке).
Акимова занималась исследованием альгофлоры, её видового состава, биомассы фитопланктона водоёмов Белоруссии, а также проводила гидробиологические исследования водоемов Белоруссии (Западная Двина, район Витебска). В годы после Великой Отечественной войны была организатором обновления биологического факультета БГУ, за что в 1953 году награждена Орденом Ленина.

## Научные работы
- Серкабактэрыі ваколіц Менску / В. Акімава // Матэрыялы да вывучэння флоры і фауны Беларусi. — Менск [Мінск], 1929. — Т. 4. — С. 81—94.
- Да флоры азёр Беларусі: вуч. зап. БДУ, 1936, № 28
- К флоре водорослей реки Западной Двины: Гидробиологические исследования реки Западной Двины в районе Витебска: уч. зап. БГУ. Серия биологическая, 1948, вып. 7
- О происхождении жизни на Земле / О. Д. Акимова. — Минск, 1949.
- Фитопланктон пойменных водоёмов и притоков Припяти: Труды комплексной комиссии по изучению водоёмов Полесья, 1956.